# Хелловін 6: Прокльон Майкла Маєрса
«Хелловін 6: Прокльон Майкла Маєрса» (англ. Halloween: The Curse of Michael Myers) — американський фільм жахів режисера Джо Чаппелла

## Сюжет
Зло повертається, щоб завершити розпочате. Джеймі Ллойд, племінниця Маєрса — остання родичка божевільного злочинця. І тепер Джеймі та її новонароджений син перебувають у величезній небезпеці. Хеллоуїн в Хеддонфілд не святкують через криваві пригод давнього минулого. Правда, знаходяться диваки, які із захопленням згадують подробиці жахів того часу, буквально обожнюючи вбивцю в масці. Безжалісний маніяк не єдиний, хто полює за малюком. Стародавня секта на догоду темним силам воскресила монстра і використовує Маєрса для творення зла. Але вбивця недовго проходив у ролі маріонетки і, підрубавши нитки, за які смикали господарі, розрахувався з ними.

## У ролях
| Актор            | Роль                   |
| ---------------- | ---------------------- |
| Дональд Плезенс  | доктор Сем Луміс       |
| Пол Радд         | Томмі Дойл             |
| Маріанн Гейген   | Кара Строде            |
| Мітч Райан       | доктор Теренс Вінн     |
| Кім Дарбі        | Дебра Строде           |
| Бредфорд Інгліш  | Джон Строде            |
| Кейт Богарт      | Тім Строде             |
| Мерайя О'Браєн   | Бет                    |
| Лео Гетер        | Баррі Сіммс            |
| Дж.С. Бренді     | Джеймі Ллойд Каррутерс |
| Девін Гарднер    | Денні Строде           |
| Сьюзен Свіфт     | Марія                  |
| Джордж П. Вілбур | Майкл Маєрс            |

| Актор           | Роль                   |
| --------------- | ---------------------- |
| Дженіс Нікрем   | місіс Бланкеншип       |
| Алан Ечеверріа  | доктор Бонем           |
| Гілдур Раскін   | Девн Томпсон           |
| Шері Гікс       | фельдшер               |
| Том Проктер     | автомобіліст           |
| Брайан Морріс   | залізничний оператор   |
| Лі Джу Чю       | медсестра              |
| Ракель Андерсон | балерина               |
| Крістін Саммерс | студентка коледжу      |
| Еліза Дональсон | божевільний            |
| А. Майкл Лернер | Additional Shape       |
| Джиммі Чанга    | п'яний студент коледжу |
| Фред Лернер     | доктор                 |

## Цікаві факти
- У роботі над картиною не брав ніякої участі Джон Карпентер.
- Це останній фільм Дональда Плісенса, який помер незабаром після закінчення зйомок.
- Спочатку був знятий інший кінець картини, але коли з'ясувалося, що більше Дональд Плісенс зніматися «не зможе», кінцівку перезняли таким чином, щоб прибрати його персонаж з можливих подальших продовжень.

## Саундтрек
| Список треків | Список треків             | Список треків |
| #             | Назва                     | Тривалість    |
| ------------- | ------------------------- | ------------- |
| 1.            | «Jamie's Escape»          | 4:08          |
| 2.            | «Birth Ceremony»          | 2:51          |
| 3.            | «You Can't Have The Baby» | 3:29          |
| 4.            | «Empty Stomach»           | 2:53          |
| 5.            | «Watching Mom»            | 4:23          |
| 6.            | «Kara Returns»            | 3:30          |
| 7.            | «Thorn»                   | 4:08          |
| 8.            | «Carnival Festival»       | 4:11          |
| 9.            | «It's Raining Red»        | 2:58          |
| 10.           | «Look Upstairs»           | 6:23          |
| 11.           | «It's His Game»           | 5:58          |
| 12.           | «Maximum Security»        | 3:49          |
| 13.           | «Operating Room»          | 8:53          |
| 57:33         |                           |               |